# Gravitacijska fizika
Gravitacíjska fízika po navadi označuje tisto področje fizike, ki raziskuje pojave povezane z gravitacijo.
Metrične teorije gravitacije (na primer splošna teorija relativnosti) upoštevajo načelo ekvivalentnosti: vsa telesa v vakuumu padajo enako, ne glede na sestavo in notranjo zgradbo; vztrajnostne in težnostne mase se v osnovi ne da ločiti med sabo. Ukrivljenost prostor-časa je znana.
Afine teorije gravitacije ne upoštevajo načela ekvivalentnosti in opredeljujejo gravitacijo s torzijo prostor-časa. Dva popolnoma različna pristopa dasta v celoti enake napovedi z eno vrsto izjem – afine teorije napovedujejo vsaj tri vrste kršitev načela ekvivalentnosti na podlagi načina preskusne mase s spinom, s polariziranim elektronskim spinom ali z atomsko rešetko proti geometrijski parnosti. Prvi dve sta eksperimentalno premajhni za opazovanje.
Večkratno preskušanje kršitve načela ekvivalentnosti ima zaradi tega velik pomen. Do sedaj še niso zaznali kršitve znotraj eksperimentalnih napak. Preskuse s preskusno maso proti parnosti še niso izvedli. Pravilni preskus geometrije prostor-časa bi znal biti preskus s preskusno maso.

## Preskusi načela ekvivalentnosti[4]
| leto  | raziskovalec         | točnost*  | postopek              |
| ----- | -------------------- | --------- | --------------------- |
| 590?  | Filopon              | »majhna«  | prosti pad            |
| 1590? | Galilei              | 2 · 10-2  | nihalo, prosti pad    |
| 1686  | Newton               | 10-3      | nihalo                |
| 1832  | Bessel               | 2 · 10-5  | nihalo                |
| 1910  | Southerns            | 5 · 10-6  | nihalo                |
| 1918  | Zeeman               | 3 · 10-8  | torzijska tehtnica    |
| 1922  | Eötvös               | 5 · 10-9  | torzijska tehtnica    |
| 1923  | Potter               | 3 · 10-6  | nihalo                |
| 1935  | Renner               | 2 · 10-9  | torzijska tehtnica    |
| 1964  | Dicke, Roll, Krotkov | 3 · 10-11 | torzijska tehtnica    |
| 1972  | Braginski, Panov     | 10-12     | torzijska tehtnica    |
| 1976  | Shapiro, idr.        | 10-12     | odboj laserja na Luni |
| 1981  | Keiser, Faller       | 4 · 10-11 | tekočinski vir        |
| 1987  | Niebauer, idr.       | 10-10     | prosti pad            |
| 1989  | Heckel, idr.         | 10-11     | torzijska tehtnica    |
| 1990  | Adelberger, idr.     | 10-12     | torzijska tehtnica    |
| 1999  | Baeßler, idr.        | 5·10-13   | torzijska tehtnica    |
| 2005? | MiniSTEP             | 10-17     | Zemljin tir           |

* »Točnost« je merljiva razlika/srednja vrednost težnostnih vektorjev primerjalnih preskusnih mas.